# Сальфит (город)
Сальфит — город на Западном берегу реки Иордан. Входит в так называемую «Зону А» и контролируется Палестиной. Административный центр провинции Сальфит.

## История
В 1948—1967 город контролировался Иорданией. С 1967 под израильским контролем.

## Образование
В городе находится около десятка школ для мальчиков и для девочек.

## Здравоохранение
Несколько государственных и частных клиник.